# Marcelo Pelé
Marcelo Corrêa Rosa, mais conhecido como Marcelo Pelé (9 de novembro de 1976), é um ex-jogador de futebol brasileiro, natural de Vila Velha no ES, Marcelo Pelé se destacou principalmente no futebol do Espírito Santo, onde foi artilheiro e campeão em diversas ocasiões e em Minas Gerais onde foi artilheiro estadual pelo Democrata-SL e campeão do Campeonato Brasileiro Série B de 2006 pelo Atlético Mineiro.
Marcelo Pelé é pai dos também jogadores de futebol Marcelinho e Jhon Jhon.

## Títulos
Linhares
- Campeonato Capixaba: 1997, 1998

Serra
- Campeonato Capixaba: 2004

Atlético Mineiro
- Campeonato Brasileiro Série B: 2006

São Mateus
- Campeonato Capixaba: 2011
- Campeonato Capixaba de Futebol - Série B: 2009

Estrela do Norte
- Campeonato Capixaba: 2014

Prêmio Individual
- Artilheiro do Campeonato Mineiro de Futebol de 2006: 9 gols
- Artilheiro do Campeonato Capixaba de Futebol de 2007: 12 gols
- Artilheiro do Campeonato Capixaba de Futebol de 2011: 11 gols